# تلين النخاع
تلين النخاع، هو مصطلح باثولوجي يقصد به تلين النخاع الشوكي. تتضمن الأسباب المحتملة لتلين النخاع اعتلال النخاع الرقبي والاحتشاء النزفي والأذيات الحادة -كتلك الناجمة عن انفتاق القرص بين الفقرات.
يؤدي هذا الاضطراب في المراحل المتقدمة منه إلى حدوث شلل سفلي رخو (ضعف الوظيفة الحركية في الأطراف السفلية) وضعف منعكسات إجمالي في الأطراف والحوض والشرج (حيث تكون المنعكسات غائبة أو ضعيفة) وغياب الإحساس بالألم العميق بدءًا من موقع الأذية في النخاع الشوكي والضمور العضلي وخمول الحالة الذهنية وصعوبة في التنفس بسبب شلل الحجاب الحاجز والعضلات الوربية. يعرف الانتقال التدريجي للاضطرابات العصبية نحو الأعلى بالتناذر الصاعد، ويعتقد أنه أحد السمات النموذجية لتلين النخاع المنتشر. تلاحظ العلامات السريرية لتلين النخاع لحظة بدء الشلل السفلي، ولكنها قد تلاحظ في الفترة التالية للجراحة أو بعد أيام من ظهور الشلل السفلي. قد يسبب تلين النخاع الوفاة نتيجة شلل العضلات التنفسية والحجاب الحاجز، وذلك عندما تصل الآفة الصاعدة إلى النوى الحركية للأعصاب الحجابية في العنق (الأعصاب الواقعة بين منطقة C3-C5 من العمود الرقبي).

## التصنيف
يؤثر تلين النخاع الشوكي على وظائفه العصبية، إذ يؤثر انتشار الأذية على الوظائف الحركية للجسم مباشرةً. تصنف الحالة ضمن أمراض الجهاز العصبي بسبب تأثيرها على وظائف الجهاز العصبي المركزي.

### أذية النخاع الشوكي

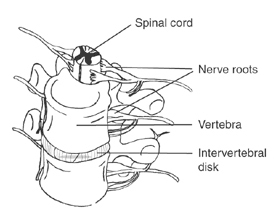
صورة تظهر العمود الفقري مع النخاع الشوكي.

يتراوح مقدار الضرر الذي يلحق بالنخاع الشوكي ويسبب تلين النخاع من البسيط المحدد إلى الواسع الممتد. يتعاضد النخاع الشوكي والدماغ معًا ليشكلان المكونات الرئيسية للجهاز العصبي المركزي. يؤثر الضرر الذي يلحق بأي جزء من هذا الجهاز على وظائف معينة في الجسم، وبشكل خاص الوظائف العضلية. تعتبر أذيات العمود الرقبي (C1-C7) والعمود القطني (L1-L5) أشيع الأذيات المشاهدة في هذا السياق.

## الأعراض
قد تكون بداية التهاب النخاع الشوكي مواربة للغاية، ولهذا قد يتجاهلها البعض. وبشكل عام، تختلف الأعراض اعتمادًا على مدى إصابة النخاع الشوكي. يترافق المرض في بعض الأحيان بأعراض وعلامات شائعة كالمعاناة من ارتفاع التوتر الشرياني مثلًا. تختلف الأعراض بين حالة وأخرى، وتعتبر الأعراض والعلامات التالية من الأمور المشاهدة في العديد من الحالات: فقدان الوظائف الحركية في الأطراف أو ضعف في المنعكسات أو حدوث نفضات مفاجئة في الأطراف أو فقدان الإحساس بالألم أو الشلل. تؤدي الحالات الشديدة إلى شلل العضلات التنفسية والوفاة.

## التشخيص
يمكن تشخيص تلين النخاع بشكل واضح اعتمادًا على نوعين من الدراسات التصويرية هما: التصوير بالرنين المغناطيسي وتصوير النخاع. تشير المناطق المنتشرة عالية الكثافة المشاهدة في الزمن الثاني والمناطق ناقصة الكثافة المشاهدة في الزمن الأول على بداية التلين النخاعي أو تفاقمه.

## العلاج
لا يوجد علاج معروف يعاكس التلف العصبي الناجم عن تلين النخاع. قد تخفف الجراحة في بعض الحالات من مقدار الإصابة في المنطقة عن طريق إبطاء سير المرض أو إيقافه. قد يتطور لدى المرضى تشنج وضمور عضلي مع استمرار تدهور الوظيفة الحركية. يمكن للطبيب وصف بعض الأدوية المسكنة كمضادات الالتهاب غير الستيرويدية ومركبات الغابابينتينويد لتقليل تورم النخاع الشوكي وتخفيف الألم والتشنج.
تدرس بعض الأبحاث حاليًا دور الخلايا الجذعية في علاج الأمراض التنكسية العصبية. ومع ذلك، لا يوجد علاج معتمد لتلين النخاع باستخدام الخلايا الجذعية.